# Tochmal
Tochmāl (en persan تشمال) est le nom donné aux musiciens de musique de cérémonie bakhtiari, et par extension la musique jouée par ceux-ci.

## Contexte
Les tochmāl forment une caste héréditaire à part au sein des bakhtiaris, vivant sur le même territoire que les différentes tribus et participant aux rites et cérémonies de ces dernières, mais n'étant pas issus des composantes Haft Lang et Chahar Lang qui forment la tribu bakhtiari. Ils sont appelés à jouer de la musique lors des nombreuses cérémonies telles que les mariages, les cérémonies funéraires. 

## La musiquetochmāl
La musique tochmāl est composée des instruments dohol et karnay. On la retrouve lors des mariages bakhtiari pendant le Chub bazi ainsi que pendant la danse Čupi. On la retrouve également lors des cérémonies funéraires, où elle est jouée essentiellement pour des jeunes hommes décédés avant de s'être marié ou récemment mariés. Les femmes en deuil présentes dansent avec des mouchoirs au rythme du tochmāl.